# Lara Abdallat
 (novembre 2021).
Lara Abdallat, née en 1981 ou en 1982, est une activiste jordanienne, hacker et ancienne reine de beauté.
Elle est couronnée Miss Jordanie (en) en 2010 et est la première dauphine du concours de beauté Miss Arabe en 2011,,.
Son activisme en ligne commence après la diffusion de la vidéo de l'exécution du pilote jordanien Maaz al-Kassasbeh et l'attentat de 2015 contre le magazine satirique français Charlie Hebdo, bien qu'elle ait déclaré avoir contacté des hacktivistes pour la première fois en novembre 2014.
Elle fait partie des groupes hacktivistes CtrlSec et Ghost Security (en) (GSG), qui bloquent ou suspendent les comptes Twitter, piratent des sites Web et suppriment les vidéos de propagande des sites lorsque ces publications, tweets ou vidéos font la promotion de groupes fondamentalistes islamiques tels que l'État Islamique, Boko Haram, Al-Qaïda , Al-Nosra et Al-Shabaab,. En novembre 2015, certains membres de Ghost Security décident de coopérer avec les forces de sécurité gouvernementales, tandis que d'autres souhaitent maintenir la position antigouvernementale de son organisation mère Anonymous. Abdallat choisit de se ranger du côté du premier, et cette branche du groupe est rebaptisée Ghost Security Group. Le groupe déclare que l'alerte aux organisations antiterroristes gouvernementales empêche une attaque potentielle en 2015 à Times Square et une autre en Tunisie,. À propos du rôle de GSG dans la prévention de ces incidents, Abdallat déclare : « Je veux vous dire que j'ai eu la chair de poule ce jour-là. La joie, c'était plus que de livrer un bébé dans ce monde. J'ai ressenti cela plus intensément. ».
Elle déclare également qu'elle souhaite uniquement utiliser son hacktivisme contre des organisations terroristes.
Abdallat est le seul membre du Ghost Security Group dont l'identité est publique, et selon des articles publiés en 2015, est son seul membre musulman,.
Ses objectifs semblent être à la fois de sauver des vies et de fournir au monde une autre vision de l'Islam. Elle déclare dans une interview à Mic : « L'Islam est une religion pacifique. Rien dans celle ci ne dit que nous devrions prendre des âmes. Une âme est quelque chose de très précieux ». Ailleurs, elle déclare : « Ils commettent des crimes contre l'islam, ils détruisent l'image de notre religion, et je voulais faire ma part pour les arrêter. ».
Elle s'engage également dans des manifestations publics ou des protestations contre l'État Islamique via Twitter.
Son père est jordanien et sa mère est turco-syrienne.